# مسجد براثا
مسجد براثا هو مسجد شيعي اثني عشري، يقع في منطقة الكرخ ببغداد، العراق. وهو موقع مقدس مهم للشيعة الاثني عشرية. يُزعم أن المسجد بُني في القرن السابع فوق دير مسيحي نسطوري قديم، ويقع الآن على بعد 5 كيلومتر (3.1 ميل) من مسجد الكاظمية.

## تاريخ
تنسب التقاليد المحلية بناء المسجد إلى القرن السابع. تذكر الرواية التقليدية أن المسجد كان في السابق ديرًا للمسيحيين النسطوريين، يديره راهب يُدعى هيبر. وعندما التقى هيبر بعلي بن أبي طالب، اعتنق الإسلام وحول الدير إلى مكان عبادة إسلامي. وظل المسجد بهذا الشكل قائمًا حتى القرن العاشر، عندما أمر الخليفة العباسي الراضي بهدم المسجد باعتباره هجومًا على المجتمعات الشيعية. وبعد هدم المسجد، اشتكى السكان المحليون من الأمر إلى حاكم بغداد، الذي أعاد بناء المسجد ونقش اسم الخليفة الراضي هناك لمنع هدمه.

### التاريخ الحديث

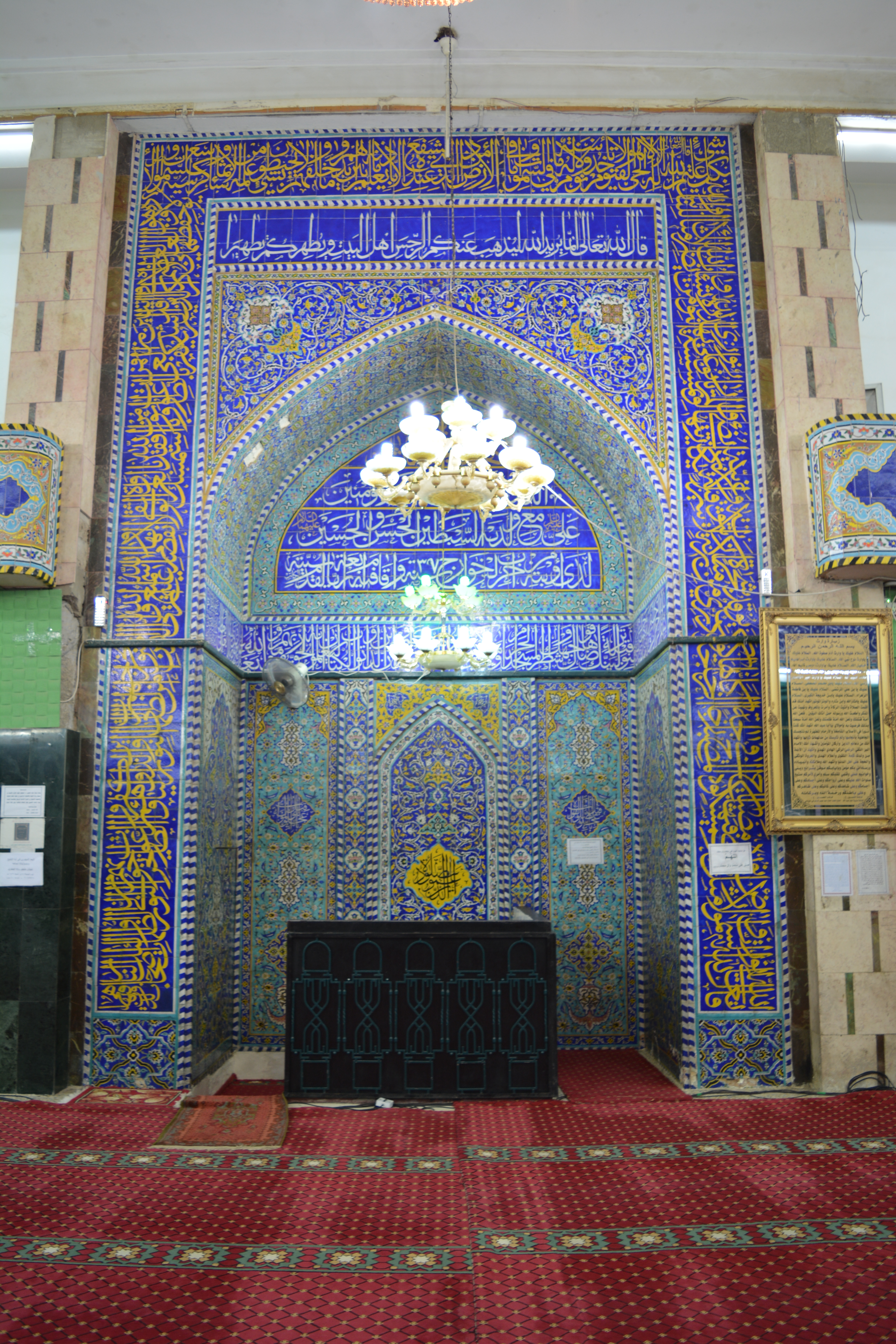
محراب المسجد

جُدد المسجد في عامي 1659 و1933. وفي عام 1955، أعيد بناء المسجد بالكامل بجهود محلية، وأُضيف مئذنتين جديدتين إلى الهيكل.

#### تفجير عام 2006
في عام 2006، فجّر ثلاثة انتحاريين، اثنان من أصل ثلاثة متنكرين في زي نساء، أنفسهم في مجمع المسجد، مما أسفر عن مقتل 85 شخصًا وإصابة 160 آخرين. وكان الهجوم أيضًا هجومًا مستهدفًا للسياسي العراقي جلال الدين الصغير، الذي كان موجودًا في المسجد في ذلك الوقت بصفته خطيبًا رئيسيًا له. ومع ذلك، لم يصب الصغير بأذى من الهجمات.

## الأهمية الدينية
يُعد مسجد براثا مكانًا مقدسًا ذا أهمية لدى الشيعة الإثني عشرية لارتباطه بعلي بن أبي طالب. وقد ورد في كتب الشيعة المقدسة أن عليًا استراح فيه بعد قتال مع الخوارج. ومن الأحداث الإعجازية الأخرى التي رواها الشيعة أن عليًا ضرب حجرًا في أرض المسجد، فانبثق منه عين ماء عذبة.

### الأهمية المسيحية
يعتقد البعض أن الصخرة الموجودة في المسجد تعود للسيدة مريم العذراء. ويُعتقد أيضًا أن البطريرك إبراهيم والبطاركة اللاحقين له صلوا في الموقع، وقد دُفن أحد هؤلاء البطاركة في المسجد.